# Jakovljev Jak-7
Jakovljev Jak-7 je bil sovjetsko propelersko lovsko letalo iz 2. svetovne vojne. Zasnovan je bil na podlagi Jaka-1. Prvotno je bil namenjen šolanju pilotov, kasneje se je uporabljal kot lovsko letalo. Jak-7 je bil preprosto, trdoživo in med piloti priljubljeno letalo. 
Leta 1939 je Jakovljev dizajniral dvosedežno šolsko letalo "I-27", ki je pozneje dobil oznako "UTI-26" (Učebno Trenirovočni Istrebitel - šolski lovec) - predhodnik Jaka-7. Serijska letala Jak-7UTI so imela uvlačljiva glavna kolesa, verzija Jak-7V pa je imela fiksno pristajalno podvozje. Pozimi je bila tudi možna uporaba sank za pristajanje na snegu.

## Specifikacije (Jak-7A M-105PA)
Podatki iz OKB Jakovljev
Splošne značilnosti
- Posadka: 1
- Dolžina: 8,48 m (27 ft 10 in)
- Razpon kril: 10 m (32 ft 10 in)
- Površina kril: 17,15 m2 (184,6 sq ft)
- Teža praznega letala: 2.450 kg (5.401 lb)
- Bruto teža: 2.935 kg (6.471 lb)
- Pogon letala: 1 × M-105PA 12-valjni tekočinskohlajeni bencinski V-motor, 780 kW (1.050 hp)   na višini

Zmogljivost
- Maks. hitrost: 495 km/h (308 mph; 267 kn) na nivoju morja

571 km/h (355 mph; 308 kn) na 5.000 m (16.000 ft)
- Doseg: 643 km (400 mi; 347 nmi)
- Višina leta: 9.500 m (31.168 ft)
- Hitrost vzpenjanja: 12 m/s (2.400 ft/min)
- Čas do višine: 5.000 m (16.000 ft) v 6,4 minutah
- Obremenitev kril: 172,6 kg/m2 (35,4 lb/sq ft)
- Razmerje moč/teža: 0,26 kW/kg (0,16 KM/lb)
- Vzletna razdalja: 410 m (1.350 ft)
- Pristajalna razdalja: 610 m (2.000 ft)

Oborožitev

- 1 × 20 mm (0,787 in) ŠVAK top
- 2 × 7,62 mm (0,300 in) ŠKAS strojnica, poznejši modeli 2 × 12,7mm Berezin UB strojnice